# Calliopum geniculatum
Calliopum geniculatum är en tvåvingeart som först beskrevs av Fabricius 1805.  Calliopum geniculatum ingår i släktet Calliopum och familjen lövflugor. Arten har ej påträffats i Sverige. Inga underarter finns listade i Catalogue of Life.